# Jasminocereus thouarsii
Espèce
Synonymes
- Brachycereus thouarsii (F.A.C. Weber) Britton & Rose[2]
- Cereus galapagensis F.A.C. Weber[2]
- Cereus thouarsii F. A. C. Weber[3]
- Cereus thouarsii F.A.C. Weber[2]
- Cereus thouarsii F.A.C.Weber[1]
- Jasminocereus galapagensis (F.A.C. Weber) Britton & Rose[2]
- Jasminocereus howellii E. Y. Dawson[3]
- Jasminocereus howellii E.Y. Dawson[1] [2]
- Jasminocereus thouarsii var. thouarsii[1]

Statut de conservation UICN

 LC  : Préoccupation mineure
Jasminocereus thouarsii est une espèce de plantes de la famille des Cactaceae.

## Liste des variétés
Selon BioLib (10 avril 2019) :
- variété Jasminocereus thouarsii var. chatamensis E.Y. Dawson
- variété Jasminocereus thouarsii var. delicatus (E.Y. Dawson) E.F. Anderson & Walkington
- variété Jasminocereus thouarsii var. sclerocarpus (K. Schumann) E.F. Anderson & Walkington
- variété Jasminocereus thouarsii var. thouarsii (Weber) Backbg.

Selon The Plant List (10 avril 2019) :
- variété Jasminocereus thouarsii var. delicatus (E.Y. Dawson) E.F. Anderson & Walk.
- variété Jasminocereus thouarsii var. sclerocarpus (K. Schum.) E.F. Anderson & Walk.

Selon Tropicos (10 avril 2019) (Attention liste brute contenant possiblement des synonymes) :
- variété Jasminocereus thouarsii var. chathamensis E.Y. Dawson
- variété Jasminocereus thouarsii var. delicatus (E.Y. Dawson) E.F. Anderson & Walk.
- variété Jasminocereus thouarsii var. sclerocarpus (K. Schum.) E.F. Anderson & Walk.
- variété Jasminocereus thouarsii var. thouarsii

## Publication originale
- Die Cactaceae: Handbuch der Kakteenkunde. Einleitung und Beschreibung der Pereskioideae und Opuntioideae. 2: 912. 1959.